# Sprintvärldsmästerskapen i kanotsport 1977
Sprintvärldsmästerskapen i kanotsport 1977 anordnades i Sofia i Bulgarien.

## Medaljsummering
| Pl.    | Nation        | Guld | Silver | Brons | Totalt |
| ------ | ------------- | ---- | ------ | ----- | ------ |
| 1      | Sovjetunionen | 4    | 4      | 6     | 14     |
| 2      | Ungern        | 3    | 4      | 4     | 11     |
| 3      | Rumänien      | 4    | 4      | 2     | 10     |
| 4      | Östtyskland   | 3    | 3      | 0     | 6      |
| 5      | Polen         | 2    | 1      | 2     | 5      |
| 6      | Bulgarien     | 1    | 0      | 1     | 2      |
| 7      | Italien       | 1    | 0      | 1     | 2      |
| 8      | Spanien       | 0    | 0      | 2     | 2      |
| 9      | Kanada        | 0    | 1      | 0     | 1      |
| 10     | Västtyskland  | 0    | 1      | 0     | 1      |
| Totalt | Totalt        | 18   | 18     | 18    | 54     |

### Herrar

#### Kanadensare
| Gren        | Guld                                        | Tid | Silver                               | Tid | Brons                                       | Tid |
| C-1 500 m   | Lipat Variabev (ROU)                        |     | Ulrich Eicke (GER)                   |     | Zdislav Soroka (URS)                        |     |
| C-1 1000 m  | Ivan Patzaichin (ROU)                       |     | Sergej Antipov (URS)                 |     | Tamás Buday (HUN)                           |     |
| C-1 10000 m | Tamás Wichmann (HUN)                        |     | Vasyl Jurtjenko (URS)                |     | Ivan Patzaichin (ROU)                       |     |
| C-2 500 m   | Ungern László Foltan István Vaskúti         |     | Kanada John Wood Gregory Smith       |     | Sovjetunionen Vasyl Jurtjenko Jurij Lobanov |     |
| C-2 1000 m  | Sovjetunionen Vasyl Jurtjenko Jurij Lobanov |     | Ungern Tamás Buday Oszkár Frey       |     | Polen Jerzy Opara Andrzej Gronowicz         |     |
| C-2 10000 m | Sovjetunionen Serhij Petrenko Jurij Lobanov |     | Rumänien Lipat Variabev Pavel Cozlov |     | Ungern Zoltán Parti András Hubik            |     |

#### Kajak
| Gren        | Guld                                                                                     | Tid | Silver                                                                                   | Tid | Brons                                                                              | Tid |
| K-1 500 m   | Vasile Dîba (ROU)                                                                        |     | Grzegorz Śledziewski (POL)                                                               |     | Zoltán Sztanity (HUN)                                                              |     |
| K-1 1000 m  | Vasile Dîba (ROU)                                                                        |     | Rüdiger Helm (GDR)                                                                       |     | Oreste Perri (ITA)                                                                 |     |
| K-1 10000 m | Oreste Perri (ITA)                                                                       |     | István Fábián (HUN)                                                                      |     | Nikolaj Stepanenko (URS)                                                           |     |
| K-2 500 m   | Östtyskland Joachim Mattern Bernd Olbricht                                               |     | Sovjetunionen Viktor Vorobjov Mikalaŭ Astapkovitj                                        |     | Ungern Géza Csapó Jószef Svidró                                                    |     |
| K-2 1000 m  | Ungern Zoltán Bakó István Szabó                                                          |     | Östtyskland Bernd Olbricht Joachim Mattern                                               |     | Sovjetunionen Uladzimir Ramanoŭski Serhij Nahoryj                                  |     |
| K-2 10000 m | Sovjetunionen Petras Šiurskas Anatolij Korolkov                                          |     | Ungern Zoltán Bakó István Szabó                                                          |     | Rumänien Nicolae Tico Cuprian Macareanu                                            |     |
| K-4 500 m   | Polen Ryszard Oborski Daniel Wełna Grzegorz Kołtan Henryk Budzicz                        |     | Rumänien Ion Dragulschi Beniami Borbandi Policarp Malîhin Vasile Simiocenco              |     | Spanien Herminio Menéndez Martin Vásquez Jóse Ramón López Luis Gregario Ramos      |     |
| K-4 1000 m  | Polen Ryszard Oborski Daniel Wełna Grzegorz Kołtan Henryk Budzicz                        |     | Sovjetunionen Oleksandr Sjaparenko Vladimir Morozov Serhij Nikolskyj Aleksandrs Avdejevs |     | Spanien Herminio Rodriguez José María Esteban Jóse Ramón López Luis Gregario Ramos |     |
| K-4 10000 m | Sovjetunionen Oleksandr Sjaparenko Vladimir Morozov Serhij Nikolskyj Aleksandrs Avdejevs |     | Ungern Csaba Giczi János Rátkai István Joós Iván Herczeg                                 |     | Polen Andrzej Klimaszewski Krzysztof Lepianka Zbigniew Torzecki Zdzisław Szubski   |     |

### Damer

#### Kajak
| Gren      | Guld                                                                             | Tid | Silver                                                                         | Tid | Brons                                                                          | Tid |
| K-1 500 m | Gudrun Klaus-Dittmar (GDR)                                                       |     | Maria Cosma (ROU)                                                              |     | Tatjana Korzjunova (URS)                                                       |     |
| K-2 500 m | Östtyskland Marion Rösiger Martina Fischer                                       |     | Rumänien Agafia Orlov Natasia Nichitov                                         |     | Bulgarien Vania Gescheva Diana Christova                                       |     |
| K-4 500 m | Bulgarien Maria Mintscheva Rosa Bohanova Velitscha Mintscheva Natascha Janakieva |     | Östtyskland Marion Rösiger Martina Fischer Sabine Pochert Gudrun Klaus-Dittmar |     | Sovjetunionen Taisija Laptejeva Galina Zjikareva Tatjana Korzjunova Nina Doroh |     |